# Бинош, Жюльет
Жюлье́т Бино́ш (фр. Juliette Binoche [ʒyljɛt biˈnɔʃ]; род. 9 марта 1964[…], XII округ Парижа) — французская актриса. Обладательница премий «Сезар» 1994 года за лучшую женскую роль в фильме «Три цвета: Синий», «Оскар» 1997 года и «BAFTA» 1997 года за лучшую женскую роль второго плана в фильме «Английский пациент», а также награду Каннского кинофестиваля 2010 за лучшую женскую роль в фильме «Копия верна».
С 1 мая 2024 года Бинош возглавляет Европейскую Киноакадемию.

## Биография
Жюльет Бинош родилась в Париже. Её отец Жан-Мари Бинош был режиссёром и скульптором, мать Моник Сталенс — польского происхождения, была актрисой и педагогом. Её бабушка и дедушка по материнской линии были депортированы в Освенцим как польские интеллектуалы. Жюльет играла в театре ещё в детстве. С 15 лет занималась в специальной артистической школе. В 1985 году она получила небольшую роль в фильме Жана-Люка Годара «Приветствую тебя, Мария». Вскоре последовали и другие фильмы самых разных жанров.
Привлекла внимание зрителей и критиков ролью в фильме «Дурная кровь». Свою первую награду получила в 1986 году в виде премии Роми Шнайдер. Всеобщее признание на национальном уровне получила после фильма «Три цвета: Синий» польского режиссёра Кшиштофа Кесьлёвского, давшего начало знаменитой трилогии «Три цвета». А после выхода оскароносного фильма «Английский пациент» приобрела и мировую известность.
В 1997 году Бинош дебютировала в лондонском театре Алмейда в роли Эрсилии Деи в пьесе Пиранделло «Обнажённая» (Vestire gli ignudi). В 2000 году была во второй раз номинирована на премию «Оскар» (лучшая женская роль) за роль в фильме «Шоколад». Кроме того, сыграла роль второго плана в таких голливудских блокбастерах, как «Годзилла» и «Призрак в доспехах».
В декабре 2018 года Бинош была назначена председателем жюри Берлинского международного кинофестиваля 2019 года.

## Личная жизнь
Жюльет Бинош — художник-любитель, живет в Париже. В августе 2020 года было объявлено, что 3 сентября 2020 года она и другие французские активисты-экологи будут приняты Папой Франциском, чтобы поговорить с ним об экологических проблемах.
У Бинош есть сын Рафаэль (родился в 1993) и дочь Ханна (родилась в 1999) от актёра Бенуа Мажимеля, с которым она познакомилась во время съёмок фильма «Дети века» и с 1999 по 2003 год была в отношениях.

## Фильмография
| Год  |    | Русское название                        | Оригинальное название                           | Роль                           |
| ---- | -- | --------------------------------------- | ----------------------------------------------- | ------------------------------ |
| 1983 | ф  | Прекрасная свобода                      | Liberty belle                                   | дочь гонщика                   |
| 1983 | тф |                                         | Dorothée, danseuse de corde                     |                                |
| 1985 | ф  | Приветствую тебя, Мария                 | 'Je vous salue, Marie'                          | Жюльет                         |
| 1985 | ф  | Детишки                                 | Les nanas                                       | Антуанетта                     |
| 1985 | ф  | Семейная жизнь                          | La vie de famille                               | Наташа                         |
| 1985 | ф  | Прощай, барсук                          | Adieu blaireau                                  | Брижит                         |
| 1985 | ф  | Свидание                                | Rendez-vous                                     | Нина / Анна Ларьё              |
| 1985 | ф  | Лучшее в жизни                          | Le meilleur de la vie                           | подруга Вероники               |
| 1986 | ф  | Мой зять убил мою сестру                | Mon beau-frère a tué ma soeur                   | Эстер                          |
| 1986 | ф  | Дурная кровь                            | Mauvais sang                                    | Анна                           |
| 1988 | ф  | Невыносимая лёгкость бытия              | The Unbearable Lightness of Being               | Тереза                         |
| 1989 | ф  | Круг по манежу                          | Un tour de manège                               | Эльза                          |
| 1991 | тф | Женщины и мужчины 2: В любви нет правил | Women & Men 2: In Love There Are No Rules       | Мара                           |
| 1991 | ф  | Любовники с Нового моста                | Les amants du Pont-Neuf                         | Мишель                         |
| 1992 | ф  | Грозовой перевал                        | Wuthering Heights                               | Кэтрин Эрншо / Кэтрин Линтон   |
| 1992 | ф  | Ущерб                                   | Damage                                          | Энн Бартон                     |
| 1993 | ф  | Три цвета: Синий                        | Trois couleurs: Bleu                            | Жюли Виньон (де Курси)         |
| 1995 | ф  | Гусар на крыше                          | Le hussard sur le toit                          | маркиза Полина де Теюс         |
| 1996 | ф  | Кушетка в Нью-Йорке                     | Un divan à New York                             | Беатрис                        |
| 1996 | ф  | Английский пациент                      | The English Patient                             | Ханна                          |
| 1998 | ф  | Элис и Мартин                           | Alice et Martin                                 | Элис                           |
| 1999 | ф  | Дети века                               | Les enfants du siècle                           | Жорж Санд                      |
| 2000 | ф  | Вдова с острова Сен-Пьер                | La veuve de Saint-Pierre                        | Паулин (мадам Ла)              |
| 2000 | ф  | Код неизвестен                          | Code inconnu: Récit incomplet de divers voyages | Анна Лорен                     |
| 2000 | ф  | Шоколад                                 | Chocolat                                        | Виенн Роше                     |
| 2002 | ф  | История любви                           | Décalage horaire                                | Роза                           |
| 2004 | ф  | В моей стране                           | Country of My Skull                             | Анна Малан                     |
| 2005 | ф  | Скрытое                                 | Caché                                           | Анн Лоран                      |
| 2005 | ф  | Игра слов                               | Bee Season                                      | Мирием                         |
| 2005 | ф  | Мария                                   | Mary                                            | Мария Палеси / Мария Магдалина |
| 2006 | ф  | Париж, я люблю тебя                     | Paris, je t'aime                                | Сюзанна                        |
| 2006 | ф  | Несколько дней в сентябре               | Quelques jours en septembre                     | Ирэн Монтано                   |
| 2006 | ф  | Вторжение                               | Breaking and Entering                           | Амира Симич                    |
| 2007 | ф  | Полет красного надувного шарика         | Le voyage du ballon rouge                       | Сюзанн                         |
| 2007 | ф  | Разрыв                                  | Disengagement                                   | Ана                            |
| 2007 | ф  | Влюбиться в невесту брата               | Dan in Real Life                                | Мари                           |
| 2008 | ф  | Париж                                   | Paris                                           | Элиза                          |
| 2008 | ф  | Летнее время                            | L'heure d'été                                   | Эдриен                         |
| 2008 | ф  | Ширин                                   | Shirin                                          | телезрительница                |
| 2010 | ф  | Копия верна                             | Copie conforme                                  | «Она»                          |
| 2011 | ф  | Опасный квартал                         | The Son of No One                               | Лорен Бриджес                  |
| 2011 | ф  | Откровения                              | Elles                                           | Энн                            |
| 2012 | ф  | Космополис                              | Cosmopolis                                      | Диди Фэнчер                    |
| 2012 | ф  | Жизнь другой                            | La vie d'une autre                              | Мэри                           |
| 2012 | ф  | Обезьяна на плече                       | À coeur ouvert                                  | Мила                           |
| 2013 | ф  | Камилла Клодель, 1915                   | Camille Claudel 1915                            | Камилла Клодель                |
| 2013 | ф  | Тысячу раз «спокойной ночи»             | A Thousand Times Good Night                     | Ребекка                        |
| 2014 | ф  | Зильс-Мария                             | Clouds of Sils Maria                            | Мария Эндерс                   |
| 2014 | ф  | Любовь в словах и картинках             | Words and Pictures                              | Дина Дельсанто                 |
| 2014 | ф  | Никому не нужная ночь                   | Nadie quiere la noche                           | Джозефина Пири                 |
| 2014 | ф  | Годзилла                                | Godzilla                                        | Сандра Броди                   |
| 2015 | ф  | 33                                      | The 33                                          | Мария Сеговия                  |
| 2016 | ф  | Балерина                                | Polina, danser sa vie                           | Лирия Эльсаж                   |
| 2016 | ф  | В тихом омуте                           | Ma Loute                                        | Од ван Петегем                 |
| 2017 | ф  | Призрак в доспехах                      | Ghost in the Shell                              | доктор Уэлет                   |
| 2017 | ф  | Впусти солнце                           | Un beau soleil intérieur                        | Изабель                        |
| 2017 | ф  | Ой, мамочки                             | Telle mere, telle fille                         | Мадо                           |
| 2018 | ф  | Высшее общество                         | High Life                                       | доктор Дибс                    |
| 2018 | ф  | Двойная жизнь                           | Doubles vies                                    | Селена                         |
| 2019 | ф  | Правда                                  | La verite                                       | Люмир                          |
| 2019 | ф  | Та, которой не было                     | Celle que vous croyez                           | Клэр                           |
| 2020 | ф  | Как быть хорошей женой                  | La bonne épouse                                 | Полет Ван Дер Бек              |
| 2022 | с  | Лестница                                | The Staircase                                   | Софи Брюне                     |
| 2022 | ф  | Последний рейс                          | Paradise Highway                                | Салли                          |
| 2022 | ф  | С любовью и яростью                     | Avec amour et acharnement                       | Сара                           |
| 2023 | ф  | Рецепт любви                            | La passion de Dodin Bouffant                    | Эжени                          |
| 2024 | с  | Новый взгляд (сериал)                   | The New Look                                    | Коко Шанель                    |
| 2024 | ф  | Возвращение Одиссея                     | Return                                          | Пенелопа                       |

## Награды и номинации
Номинации

Постер к фильму «Копия верна»

- 2001 — Номинант премии «Оскар» за лучшую женскую роль в фильме «Шоколад»
- 2001 — Номинант премии «BAFTA» за лучшую женскую роль в фильме «Шоколад»

Награды
- 1993 — Венецианский кинофестиваль — Лучшая актриса — «Три цвета: Синий»
- 1994 — Премия «Сезар» — Лучшая актриса — «Три цвета: Синий»
- 1996 — National Board of Review — Лучшая ведущая актриса — «Английский пациент»
- 1997 — Премия «Оскар» за лучшую женскую роль второго плана в фильме «Английский пациент»
- 1997 — Премия «BAFTA» за лучшую женскую роль в фильме «Английский пациент»
- 1997 — Академическая награда как лучшая актриса — «Английский пациент»
- 1997 — Берлинский международный кинофестиваль — Лучшая актриса — «Английский пациент»
- 1997 — Британская академическая награда — Лучшая ведущая актриса — «Английский пациент»
- 1997 — Европейская кинонаграда — Лучшая актриса — «Английский пациент»
- 2010 — Премия Каннского кинофестиваля 2010 — Приз за лучшую женскую роль — «Копия верна»
- 2019 — Премия Европейской киноакадемии за достижения в мировом кинематографе

## Критика
- В фильме она ошеломляюще красива и не зла, но столкнуться с ней в жизни — проклятие,[5] — так со слов Инги Каретниковой Луи Маль высказывался о Бинош, когда он закончил фильм «Ущерб» с Джереми Айронсом и Бинош в главных ролях[6].
- Размышления А. Долина в связи с изображением Бинош на плакате Каннского фестиваля 2010 г.: Сниматься в авторском кино, сделанном зарубежным мэтром, Бинош не впервой. Собственно, первые большие её призы были связаны с ролью у поляка Кшиштофа Кеслевского в драме «Три цвета: синий»: тогда она получила Кубок Вольпи в Венеции и «Сезар» во Франции. А потом успела поработать не только с <…> Михаэлем Ханеке, но и с тайваньцем Хоу Сяосеном, американцем Абелем Феррарой и британцем Джоном Бурманом. Вот что такое подлинная международная звезда, воплотившая для многих сам образ «красоты по-французски»[7].